# Ольхова Анісія Володимирівна
Ольхова Анісія Володимирівна (28 листопада 1991) — російська синхронна плавчиня.
Чемпіонка світу з водних видів спорту 2013 року.
Чемпіонка Європи з водних видів спорту 2014 року.
Переможниця літньої Універсіади 2013 року.